# Première bataille de Kreminna
Invasion de l'Ukraine par la Russie de 2022
Batailles
Offensive de Kiev (Jytomyr, Kiev) : 
- 1re Hostomel
- Tchernobyl
- Ivankiv
- Kiev
- 2e Hostomel
- Vassylkiv
- Boutcha
- Irpin
  - Bombardement de réfugiés
- Jytomyr
- Mochtchoun
- Makariv
- Brovary

Offensive du Nord (Tchernihiv, Soumy) :
- Hloukhiv
- Slavoutytch
- Bombardements
- Soumy
- Trostianets
- Tchernihiv
- Okhtyrka
- Lebedyn
- Konotop
- Romny
- Desna
- Escarmouches frontalières

Russie  (Briansk, Belgorod) :
- Incursions en Russie occidentale
  - Oblast de Briansk
  - Oblasts de Belgorod et de Koursk
    - Incursions de 2024

  - Bombardement de Belgorod
- Oblast de Koursk (août 2024)

Campagne de l'Est (Donetsk, Louhansk, Kharkiv)
Kharkiv :
- 1re Kharkiv
  - Tchouhouïv
  - Bombardements : en février
  - en mars
  - en avril
  - du bâtiment administratif
- Izioum
- 2e Kharkiv
  - Balaklia
  - 1re Koupiansk
  - Chevtchenkove
- 3e Kharkiv

Nord du Donbass:
- Starobilsk
- Sloviansk
  - Dovhenke
  - 1re Lyman
  - Sviatohirsk
  - Bohorodychne et Krasnopillia
  - Bombardements : Bilohorivka
  - Kramatorsk
- Sievierodonetsk
  - Kreminna
  - Donets
  - Roubijné
  - Popasna
  - Tochkivka
  - Massacre
- Lyssytchansk
- 2e Kharkiv
  - Balaklia
  - 1re Koupiansk
  - Chevtchenkove
  - 2e Lyman
- Oblast de Louhansk
  - Ligne Svatove-Kreminna
  - Serebryansky
  - 2e Koupiansk

 Centre du Donbass:
- Horlivka
- Popasna
- Svitlodarsk
- Bakhmout
  - Soledar
- Siversk
- Tchassiv Iar
- Toretsk
- Kourakhove
- Velyka Novossilka
- Novopavlivka

Sud du Donbass :
- Volnovakha
- Marioupol
  - Bombardements : de l'hôpital
  - du théâtre
  - de l'école d'art
- Pisky
- Vouhledar
  - Pavlivka
- Marïnka
- Contre-offensive de 2023
- Avdiïvka
- Novomykhaïlivka
- Pokrovsk
  - Krasnohorivka
  - Toretsk
- Bombardements :
- Makiïvka
- Donetsk

Campagne du Sud (Mykolaïv, Kherson, Zaporijjia)
- 1re Kherson
- Odessa
- Melitopol
- Mykolaïv
  - Bombardements : à fragmentation
  - du bâtiment administratif
- 1re Berdiansk
- Zaporijjia
- Tchornobaïvka
- Enerhodar
- Voznessensk
- Houliaïpole
- Davydiv Brid
- 2e Berdiansk
- Nova Kakhovka
- 2e Kherson
  - Doudtchany
- Dniepr
- Tchoulakivka
- Contre-offensive de 2023
  - Robotyne

Frappes aériennes dans l'Ouest et le Centre de l'Ukraine
- Lviv (02/2022)
- Vinnytsia (03/2022)
- Yavoriv (03/2022)
- Deliatyne (03/2022)
- Dnipro
- Rivne

Guerre navale
- Île des Serpents (02/2022)
- Moskva (04/2022)

Attaques en Crimée
- Novofedorivka (08/2022)
- Djankoï (08/2022)
- Pont de Crimée (10/2022)
- Base navale de Sébastopol (10/2022)
- Pont de Crimée (07/2023)
- Base navale de Sébastopol (09/2023)

Débordement
- Aéroport de Millerovo
- Sabotages en Russie
- Attaques en Transnistrie
- Sabotage des gazoducs Nord Stream
- Terrain d'entraînement militaire de Soloti
- Explosions en Pologne
- Bases aériennes de Dyagilevo et Engels-2
- Base aérienne de Minsk-Matchoulichtchi
- Crise russo-moldave de 2023
  - Accusations de tentative de coup d'État en Moldavie
- Incident de drone de 2023 en mer Noire
- Rébellion du groupe Wagner

Massacres
- Tchernihiv
- Boutcha
- Borodianka
- Olenivka
- Izioum

La première bataille de Kreminna est un engagement militaire entre la Russie et l'Ukraine autour de la ville orientale de Kreminna, située dans l'oblast de Louhansk. Il est considéré comme le  premier combat de la Bataille du Donbass.

## Contexte
Kreminna, une ville de 18 000 habitants est une ville stratégique depuis le début de l'invasion russe de l'Ukraine puisque c'est un passage vers Kramatorsk, la capitale temporaire de l'oblast de  Donetsk, qui n'est qu'à 1 heure de route de Kreminna.

## Déroulement
Le 11 mars 2022, une maison de retraite pour personnes âgées située à Stara Krasnianka, près de Kreminna, a été bombardée par des chars russes après que les forces ukrainiennes aient installé une position de tir. Un incendie s'est ensuite déclaré sur le site. Selon Serhiy Haidaï, le gouverneur ukrainien de l'oblast de Louhansk, 56 résidents âgés ont été tués et 15 autres ont été emmenés par l'armée russe vers Svatove, une ville sous leur contrôle. Les services d'urgence ukrainiens et les officiels ont été incapables de se rendre sur le site de l'incident en raison des combats en cours.
Le 18 avril, les forces russes et de la république populaire de Louhansk (RPL) sont entrées dans la ville de Kreminna, la conquérant quelques heures après des affrontements avec l'armée ukrainienne. Le gouverneur de l'oblast de Louhansk, Serhiy Haidaï, a signalé que des combats urbains avaient commencé et que l'évacuation n'était pas possible. Des chars sont entrés où les civils étaient encerclés par les troupes russes. Les forces russes ont attaqué de tous les côtés, encerclant la ville. Les combats se sont poursuivis toute la nuit avec des tirs d'artillerie lourde dans les rues. Les forces russes ont ensuite pris l'hôtel de ville le 19 avril. Ce soir-là, Serhiy Haidaï a rapporté que les troupes ukrainiennes restantes se sont retirées, laissant aux troupes russes le contrôle total de la ville.

## Conséquences
Kreminna a été la première ville à tomber lors de l'offensive du Donbass annoncée par la Russie le 18 avril. Le gouverneur a rapporté que 200 civils avaient été tués, mais il aurait pu y en avoir plus. Des responsables ukrainiens ont rapporté le 25 avril que des combattants russes avaient été tués à l'hôtel de ville de Kreminna par une explosion de gaz.